# Hermann Czirniok
Hermann Richard Paul Czirniok (* 23. Dezember 1903 in Hamburg; † 3. Januar 1982 in Großhansdorf, Schleswig-Holstein) war ein deutscher Politiker (NSDAP).

## Leben und Wirken
Nach dem Volksschulabschluss in Hamburg absolvierte Czirniok eine Lehre als Konditor, besuchte die Handelsschule und arbeitete später als Konditorgehilfe.
Czirniok trat zum 16. Oktober 1925 in die NSDAP ein (Mitgliedsnummer 20.845). Er wurde Vorsitzender der NSDAP-Ortsgruppe in Stettin. 1929 wurde er Stadtverordneter (auch Vorsitzender der NSDAP-Fraktion im Stadtparlament), 1930 NSDAP-Kreisleiter und 1934 Bürgermeister in Stettin. In dieser Funktion kandidierte er auf dem Wahlvorschlag der NSDAP auf dem Listenplatz Nr. 163 bei der Reichstagswahl am 29. März 1936, wurde jedoch nicht in den nationalsozialistischen Reichstag gewählt.
Von 1932 bis zur Auflösung 1933 war er Abgeordneter des Preußischen Landtages.
Im Oktober 1932 wurde Czirniok in Stolp wegen Tumulten, die er mit anderen Nationalsozialisten während einer deutschnationalen Versammlung veranstaltete, verhaftet.